# آمنة نور حسين
آمنة نور حسين امرأة إرترية من حزب الجبهة الشعبية من أجل الديمقراطية والعدالة الحاكم، وهي وزيرة الصحة في إرتريا منذ 2009، وقد كانت من قبل وزيرة السياحة ثمانيَ سنين (2001–09).